# Liste der Baudenkmale in Dargen
In der Liste der Baudenkmale in Dargen sind alle denkmalgeschützten Bauten der Gemeinde Dargen (Mecklenburg-Vorpommern) und ihrer Ortsteile aufgelistet. Grundlage ist die Veröffentlichung der Denkmalliste des Landkreises Ostvorpommern mit dem Stand vom 30. Dezember 1996. 

## Baudenkmale nach Ortsteilen

### Dargen
| ID | Lage       | Bezeichnung    | Beschreibung | Bild           |
| -- | ---------- | -------------- | ------------ | -------------- |
|    | (Karte)    | Bahnwärterhaus |              | Bahnwärterhaus |
|    | Dorfstraße | Landwarenhaus  |              | Landwarenhaus  |

### Kachlin
| ID | Lage              | Bezeichnung          | Beschreibung | Bild                |
| -- | ----------------- | -------------------- | ------------ | ------------------- |
|    |                   | Feldsteinscheune     |              |                     |
|    |                   | Gutsanlage mit Stall |              |                     |
|    | Thurbruchstraße 8 | Bauernhaus           |              |                     |
|    |                   | Transformatorenhaus  |              |                     |
|    |                   | Windkraftschöpfwerk  |              | Windkraftschöpfwerk |

### Katschow
| ID | Lage            | Bezeichnung                                            | Beschreibung | Bild |
| -- | --------------- | ------------------------------------------------------ | ------------ | ---- |
|    | Dorfstraße 19   | Wohnhaus                                               |              |      |
|    | Dorfstraße      | Straßenpflaster                                        |              |      |
|    | Mühlenstraße 4  | Bauernhof mit Wohnhaus, zwei Ställen und zwei Scheunen |              |      |
|    | Mühlenstraße 10 | Wohnhaus                                               |              |      |

## Quelle
- Bericht über die Erstellung der Denkmallisten sowie über die Verwaltungspraxis bei der Benachrichtigung der Eigentümer und Gemeinden sowie über die Handhabung von Änderungswünschen (Stand: Juni 1997; PDF, 934 kB)